# Криворіжжя (Покровський район)
Криворі́жжя — село в Україні, у Покровському районі Донецької області, над річкою Бик при впадінні у неї річки Водяна. Адміністративний центр Криворізької сільської громади.

## Історія

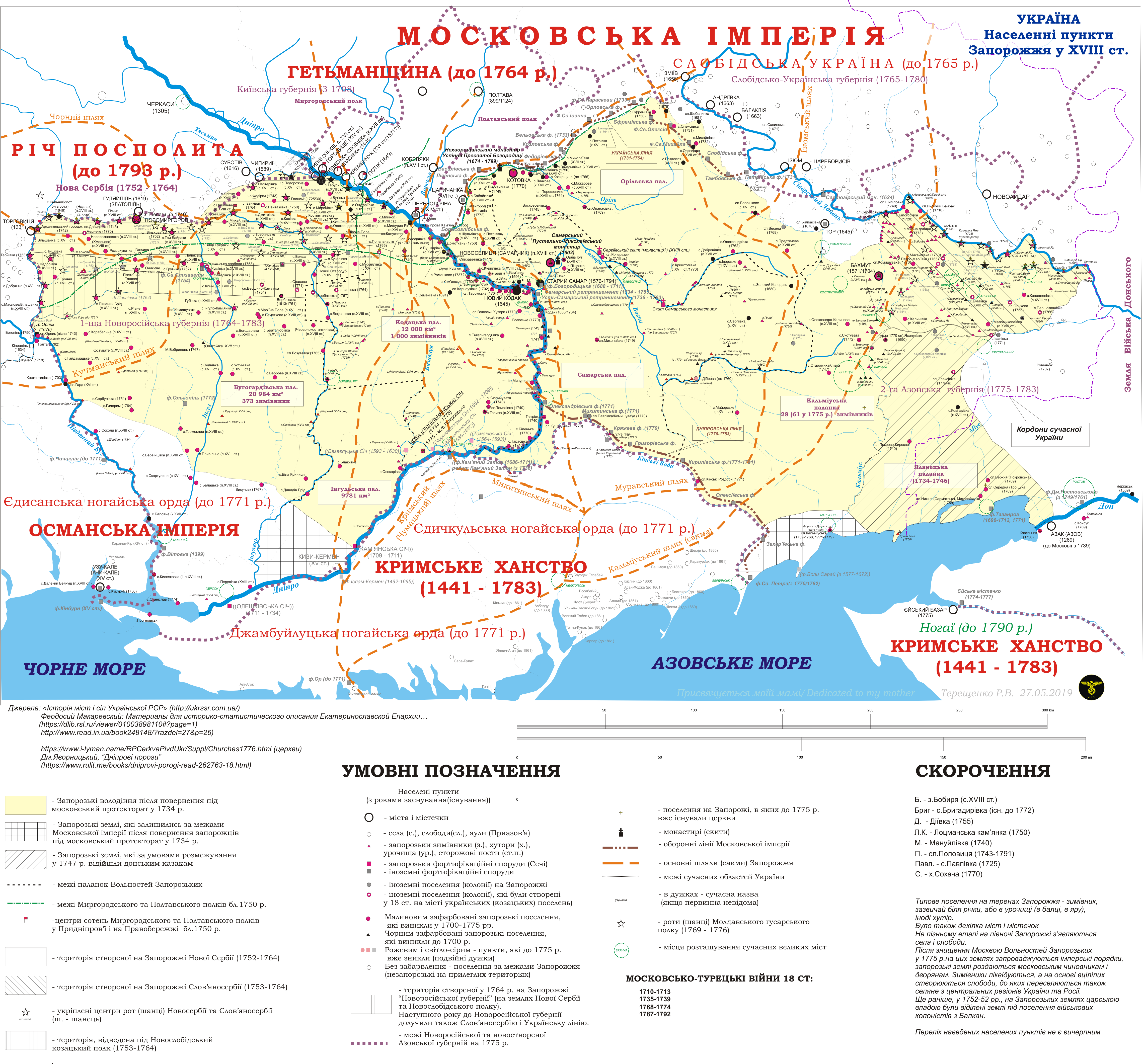

### Військо Запорізьке Низове
Див. також: Військо Запорозьке Низове
Див. також: Самарська паланка

Про те, що до офіційного заснування села на його території проживали люди, пише в своїй книзі Феодосій Макаревський. Про це місце він писав:

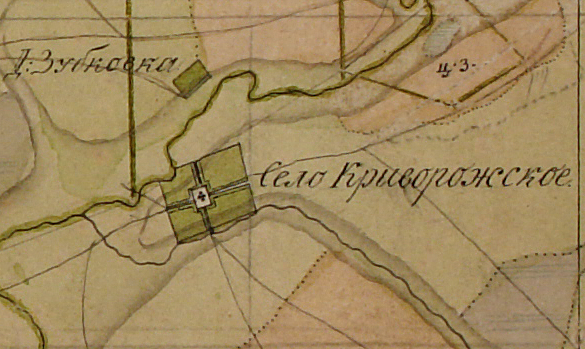
Криворіжжя на мапі складеної в 1790-х роках.

"Урочище Криворожское,— древнейшее запорожское займище, старожитная казацкая маетность, около 1779 года, на значительномъ пространстве околичной земли."
Якщо ця інформація відповідає дійсності, то Криворізьке займище відносилося до Самарської паланки Війська Запорозького Низового. Що сталося з займищем і його жителями після знищення Війська Запорізького в 1775 році достовірно невідомо.

### Російська імперія
В 1779 козацький маєток отримав прапорщик Шидлівський, у числі перших поселенців були наступні прізвища: Гайдуки, Онищенко, Бойкови, Ведренко, Гайдобіни, Короватий, Кравченко, Осмаченко,  Очкуренко, Передерій, Сухіни, Торбенко, Харченко, Швець та інші. Поселенці були кріпаками. Так що, 1779 рік можна вважати роком заснування села, а прапорщика Шидлівського його засновником.

Новоросійська Духовна Консісторія 20 лютого 1800 року дозволила пану Євдокиму Степановичу Шидлівському побудувати церкву Успіння Пресв'ятої Богородиці. Церква була побудована у 1804 році. Є.С.Шидлівський (1743-19 січня 1808 рр..)  похований на Лазаревському цвинтарі Олександро-Невської Лаври в Санкт-Петебурзі Московії, де його могила знахотиться і дотепер.

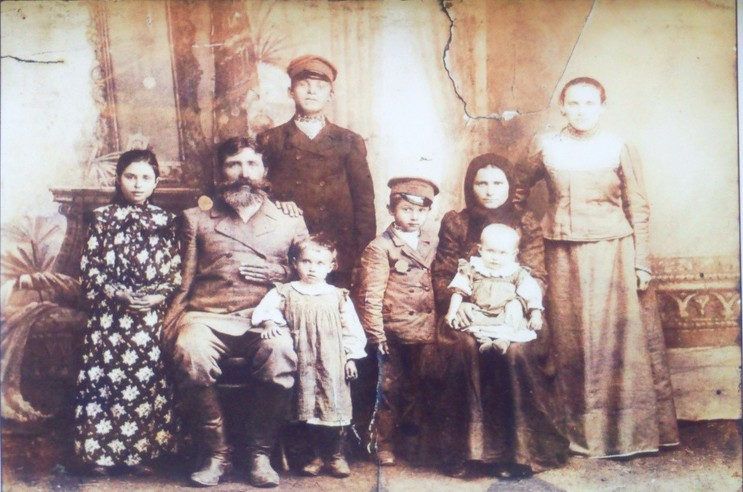
Староста села Лапін разом з сім'єю

Село Криворіжжя з околицями та землями перейшло до сина - Івана Євдокимовича Шидлівського, після смерті якого у 1846 році у спадок перейшло до Ілідора Івановича Шидлівського. Після смерті І.І.Шидлівського новим власником села Криворіжжя став його молодший син Іван Ілідорович Шидлівський, який після перевороту 1917 року емігрірував до США, де помер 12 травня 1932 року.
У період між 1912 і 1914 роками село Криворіжжя, було продано меноніту Г.Я.Судерману. При яких обставинах перейшло село до Г.Я.Судермана поки що невідомо.

### Українська революція
Після лютневої революції в селі було створено Громадський комітет, який повністю складався з есерів і мав такий вигляд 1 заможний, 1 середняк, 1 бідняк.

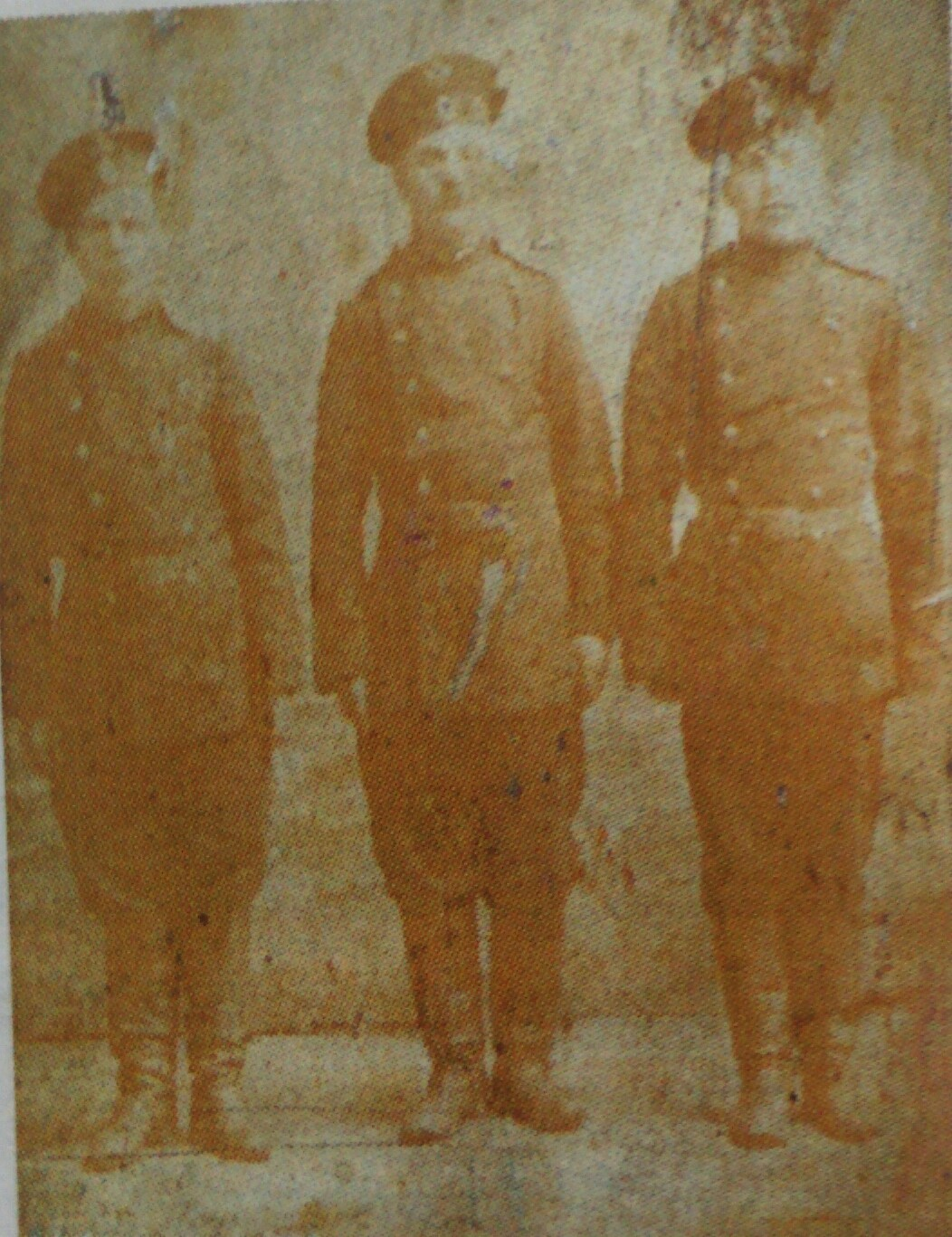

У березні 1917 року було обрано Криворізьку волосну раду. 25 жовтня створений ревком до якого увійшли: П.І.Кабарецький - голова, Г.І.Житков - касир, М.Я.Миронов - земельний відділ, і шахтар П'ятенко. Цей комітет діяв до квітня 1918року. Житель села Тютюнник був делегатом від Криворізької волості на Всеукраїнському з'їзді рад у Харкові.
У лютому-березні 1918 року Ради робітничих депутатів добропільських рудників взяли на облік довколишні панські маєтки, розділили землю і худобу серед бідноти. Більшовики відправили 10 вагонів хліба з села Криворіжжя для голодуючих промислових районів Московії.

13 квітня 1918 року село Криворіжжя і територія волості були окуповані австро-німецькими військами. Для боротьби проти іноземних інтервентів в селі був створений Криворізький повстанський загін.

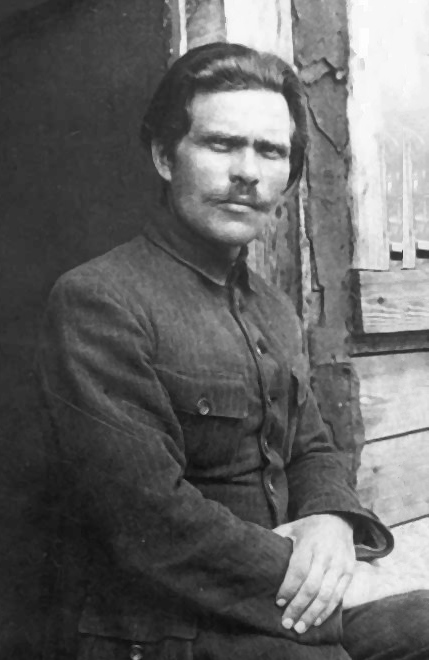

Наприкінці квітня 1918 року, внаслідок Гетьманського перевороту, Криворіжжя опиняється в складі Української Держави гетьмана Павла Скоропадського.
У Криворіжжі була підпільна анти-гетьманська група, до складу якої увійшли І.Тютюник, Д.Зайцев, Кондра, Еліваренко, і А.Сисенко.

У серпні 1918 року в селі знаходився штаб махновців Є.Підопригори, який підкорювався Нестору Махно. Проводилися по селу грабіжи селян у той період, коли село Криворіжжя входило до складу Української держави. Вночі 4 липня 1918 року шість озброєних зловмисників провели розбійний напад на будинок Якова Вороненкова, де забрали 10000 рублів, при цьому скрилися у невідомому напрямку.

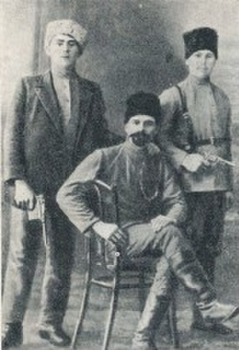
Д. Я. Воробйов, сидить командир партизанського загону села Гришино Й. І. Тютюнник Д. Я. С. І. Тютюнник командир і партизан Криворізького загону.

Наприкінці листопада повстанський загін був реорганізований, був створений штаб. У штаб загону були преведенного кулаки - члени земської управи, яким запропонували здати печатки і штампи управи, кулаки віддавати не бажали, тоді відібрали силою. Після цього земська управа була ліквідована.
Криворізький загін в 100 чоловік, спільно із загонами села Сергіївки вів бій на хуторі Ново-Троїцькому.
Наприкінці 1918 року петлюрівцями був убитий житель села Мошлаков Аким Петрович.
У Криворіжжі мобілізація в Добровольчу армію населення не мала успіху. На збірному пункті начальнику карального загону Котенко гучно було висловлено "ви нас мобілізіуєте, але ми воювати не будемо. І дійсно не доїжджаючи села Шахова, всі мобілізовані розбіглися, і ховалися до приходу червоної арміі.
У зведенні відділу пропаганди від 12 серпня 1919 року в волостях Св'ятогірської, Криворізької і Степанівській Бахмутського повіту Катеринославської губернії відзначалося, що «населення з нетерпінням чекало приходу Добровольчої армії і встановлення твердої влади». Але після відходу більшовиків, у села цього району вступив каральний загін, «який з жорстокістю, піддаючись особистому почуттю помсти, став зводити рахунки з населенням ... б'ючи нагайками і навіть вбиваючи селян». Тому «цілком природно, що така жорстока розправа з не винними людьми не могла не викликати невдоволення серед населення і породила недовіру до влади Добровольчої армії»
У липні 1920 року махновці, які були не згодні із більшовицькою окупацією села, стратили комуніста Д.Г.Зайцева, вбили члена комнезему М.Я.Миронова.
- Подопригора Михайло Софронович (1889-1920)
- Зайцев Денис Григорович (...?-1920 рр.)
- Миронов Михайло Якович (...?-1920 рр.)
- Еліваренко Григорій Кіндратович
- Тютюнник Йосип Іванович (...?-1950 рр.)

Влада
Волосні старшини
- Ведренко Самуїл Єгорович   (1915 -1917 рр.)[9]

Голова ревкому
- Кабарецкий Петро Іванович - 25 жовтня 1917 - 13 квітня 1918 рр.
- Адамов Петро Михайлович - 30 грудня 1918 - 20 травня 1919 рр.
- Подопригора Михайло Слфроновіч - 25 січня 1919 - 1920 рр.
- Тютюнник Іван Іванович - 1920 р.

### Радянський період
В 1923 році в економії маєтку Судермана була створена сільськогосподарська комуна. У 1924 році в селі з'явився осередок ВЛКСМ і вже до 1925 року в селі було 80 комсомольців. У 1925 році в Криворіжжі пройшли перевибори сільради. Якщо до перевиборів в сільраді працював один голова, який виконував функцію дореволюційних волосних старост, то після виборів при сільраді було створене п'ять комісій: податкова, культурно-освітня, земельна, санітарна і господарська. Вся робота була розділена між співробітниками сільради.
У 1925 році храм села Криворіжжя, належав обновленцям, чисельність прихожан складали 175 чоловік, 198 дружин.
В 1929 була відкрита сільськогосподарська профшкола з бібліотекою професіональної літератури. Пізніше в цій садибі розташували першу в нашому краї МТС. В березні 1931 року розпочалась колективізація, 266 селянських господарств (92%). 3 жовтня 1931 року головою колгоспу «Червоний партизан» обрано Шматька.
В роки другої світової війни біля села проходили криваві бої в січні 1942 року, а також у лютому і вересні 1943 року. На початку вересня 1943 року село було визволене від німецьких окупантів. Не повернулись з боїв 490 жителів Криворізької сільради. 250 жителів села брали участь у німецько-радянській війні, з яких 107 загинули, 143 були нагороджені радянськими орденами й медалями.
23 вересня 1943 року колгосп «Червоний партизан» відновив свою роботу.
У 1965 році радянською владою було споруджено пам'ятник загиблим воїнам червоної армії та загиблим у роки другої світової війни односельцям.
У 1970 році в центрі села відкрито пам'ятник трудівникові колгоспних полів — трактору.
З 24 серпня 1991 року село входить до складу незалежної України.

## Криворізька ЗОШ I—III ступенів
У 1876 році у волосному центрі села Криворіжжя була відкрита 3-х класна церковно-приходська школа, у якій працювали вчителі і св'ященики. У 1917 році школа стала початковою 4-ри класною, пізніше — семирічною, а з 1940 року - середньою. Сьогодні — ЗОШ I—III ступенів.

## Релігія
- Церква Миколи Чудотворця Українська Православна Церква Московського Патріархату. Престольне св'ято Преподобного Миколи Чудотворця (06 грудня).
- Церква Андрія Первозванного Православна Церква України. Престольне св'ято Преподобного Андрія Первозванного (30 листопада).

## Підприємства
- ТОВ «Рута-Плюс» сільгосппідприємство, спеціалізація вирощування продукції рослинництва, перероботки продукції.

## Відомі люди
- прапорщик Шидлівський  - засновник села Криворіжжя.
- Шидлівський Євдоким Степанович (1743-1808 рр..) - третій власник села Криворіжжя, колежський асесор, предводитель дворянства Воронезької губернії.
- Шидлівський Іліодор Іванович (1827-1904 рр..) - таємний радник, член Ради міністерства внутрішніх справ, кавалер орденів Св'ятої Ганни 1-го ступеня, Св'ятого Володимира 2-го ступеня, Станіслава 1-го ступеня і Білого Орла.
- Ведренко Георгій Самуїлович (1899-1970 рр..)- анархіст, писар Штабу Революційної Повстанської Армії України Нестора Махна, керівник Головного Банку Бухаресту.
- Соколова Олена Степанівна (1923р.н.) - вчителька, член Організації Українських Націоналістів, засуджена на 10 років позбавлення волі.
- Подопригора Михайло Софронович
- Тютюник С. Іванович - командир Криворізького партизанського загону.
- Соловйов Микола Харлампійович - голова колгоспу "Червоний партизан".

## Жертви сталінських репресій
- Дугінов Василь Дмитрович, 1900 року народження, село Криворіжжя Добропільського району Донецької області, українець, освіта нижча, безпартійний. Проживав за місцем народження. Вулканізатор МТС. Заарештований 25 грудня 1937 року. Засуджений трійкою УНКВС по Донецькій області до розстрілу з конфіскацією майна. Даних про приведення вироку до виконання немає. Реабілітований у 1989 році.
- Лозовий Михайло Іванович, 1894 року народження, село Криворіжжя Добропольського району Донецької області, українець, освіта початкова, до 1941 року член ВКП(б). Червоноармієць 61 винищувального батальйону 63 окремої винищувальної бригади. Заарештований 25 квітня 1943 року. Військовим трибуналом 2 гвардійської армії засуджений на 10 років ВТТ з позбавленням прав на 4 роки. Реабілітований у 1995 році.
- Дмітрієвський Микола Олександрович, народився 12 лютого 1874 року в родині св'ященника Св'ято-Успенської церкви села Криворіжжя. Закінчив духовну семінарію. Арештований 15 серпня 1937 року. Засуджений трійкою УНКВС по Донецькій області на 10 років ВТТ. Реабілітований у 1939 році.

## Склад Криворізької сільради
Перелік населених пунктів, що входять до складу Криворізької сільської ради:
| Назва населеного пункту | Площа, га | Населення |
| ----------------------- | --------- | --------- |
| с. Криворіжжя           | 270       | 1018      |
| с. Новомар'ївка         | 11,6      | 2         |
| c. Новокриворіжжя       | 66,4      | 49        |
| с. Новофедорівка        | 134,6     | 406       |
| с. Надія                | 22,5      | 81        |
| с. Ракша                | 33        | 40        |
| с. Зелене               | 51,6      | 187       |
| с. Завидо-Кудашеве      | 68,6      | 383       |
| с. Завидо-Борзенка      | 138,5     | 186       |